# Elisabeth Christine Ulrike van Brunswijk-Wolfenbüttel

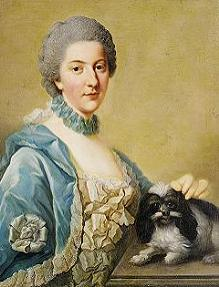
Elisabeth van Brunswijk-Wolfenbüttel door Johann Georg Ziesenis (1765)

Elisabeth Christine Ulrike van Brunswijk-Wolfenbüttel (Wolfenbüttel, 9 november 1746 - Stettin, 18 februari 1840) was een dochter van hertog Karel I van Brunswijk en Philippina Charlotte van Pruisen, de jongste zuster van Frederik II van Pruisen. Ze was de eerste echtgenote van haar neef Frederik Willem II van Pruisen en stond bekend als eigenzinnig, spiritueel en mooi.

## Biografie
Elisabeth huwde op 14 juli 1765 in Salzdahlum op aanraden van haar oom met Frederik Willem van Pruisen in de verwachting dat hij een rustiger leven zou gaan leiden en mogelijk voor de hoogstnoodzakelijke troonopvolger zou kunnen zorgen. Het zou opnieuw een opsteker voor de hertogelijke familie uit Braunschweig moeten worden, maar het werd geen gelukkig huwelijk, vooral niet toen het eerste kind een meisje, Frederika (1767-1820), bleek te zijn en hij doorging met zijn amoureuze escapades met Franse actrices en balletdanseressen.
De spanningen tussen de echtgenoten liepen op en Elisabeth nam wraak: ze hield er minnaars op na, zoals hofmusici en officieren in Potsdam. Toen ze zwanger werd en een vlucht naar Italië voorbereidde met muzikant Pietro, werd ze verraden. Op de verjaardag van Frederik de Grote werd de muzikant naar het hof gelokt voor een gemaskerd bal. De geliefden voelden nattigheid en besloten meteen daarna te vertrekken. Uit haar correspondentie zou zijn gebleken dat ze het plan had eerst nog haar man, haar broer Willem, die in het complot betrokken was, en haar oom te vergiftigen. Haar echtgenoot beschuldigde haar evenwel van overspel en in april 1769 scheidden ze, in een versnelde procedure. Elisabeth vertrok twee dagen later naar Küstrin, en is vervolgens levenslang in het slot van Stettin gevangengezet omdat ze niet terug wilde naar haar vader. Door het gebruik van "drogues" wekte zij een abortus op en zou vervolgens niet meer in staat zijn geweest zwanger te worden. Frederik de Grote dwong zijn lievelingsneef na drie maanden om een nieuw huwelijk te sluiten. De muzikant werd opgesloten in Maagdenburg en zou zijn onthoofd.

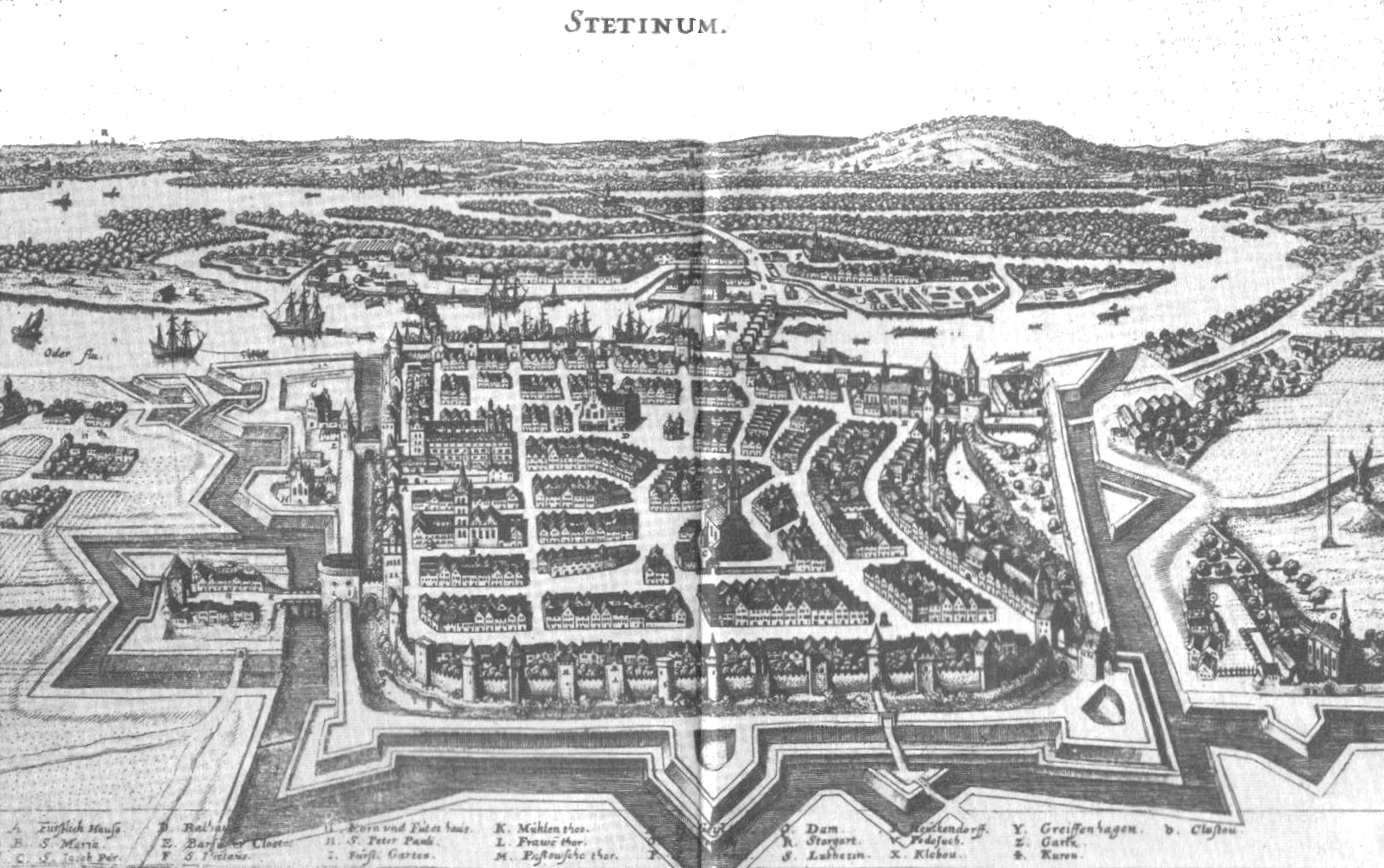
De stad Stettin, getekend door Matthäus Merian de Jongere

Elisabeth kwam onder toezicht van een andere neef en behield enkel haar titel als koninklijke hoogheid en een beperkte vrijheid. Ze kreeg in 1774 de beschikking over een groot huis in Police maar verhuisde in 1810, toen de Fransen de stad hadden bezet en Pruisische ministers naar de stad werden verbannen. Elisabeth liet een oude molen tot een bescheiden landhuis ombouwen dat "Friedrichgnade" werd genoemd.
"Lysbeth van Stettin" overleed in 1840, 93 jaar oud. Ze had al haar broers en zusters overleefd. Voor haar begrafenis in de slotkerk luidden alle klokken van de stad. Ze had een mausoleum laten bouwen in het park, want ze wilde niet bij de rest van de familie begraven worden. Ze schijnt uiteindelijk in de dom van Krakau te zijn bijgezet.
Dochter Frederika werd opgevoed door haar grootmoeder Amalia van Brunswijk-Wolfenbüttel en stiefmoeder Frederika van Hessen-Darmstadt en zag haar eigen moeder nooit weer. Ze huwde met Frederik van York, een zoon van de Engelse koning.